# Ahmad

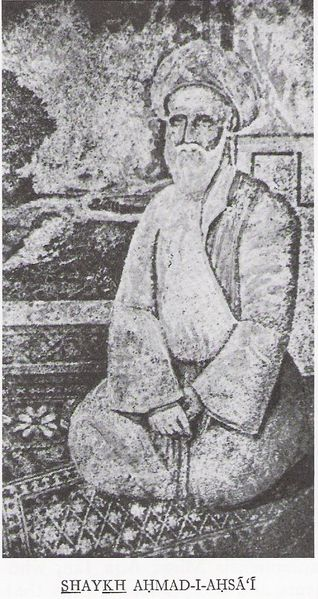
Shaykh Ahmad

Ahmad ibn Zayn ad-Dín ibn Ibráhím al-Ahsá'í (Arabisch: شيخ أحمد بن زين الدين بن إبراهيم الأحسائي) was (1753-1826) was de stichter van een 19de-eeuwse sji'i-school in het Perzische en het Ottomaanse Rijk, waarvan de volgelingen bekendstaan als shaykhís.
Hij werd geboren in de regio Al Ahsa (Oost-Arabisch Schiereiland), opgeleid in Bahrein en de theologische centra van Najaf en Karbala in Irak. De laatste twintig jaar van zijn leven woonde hij in Iran, waar hij de bescherming genoot van de prinsen van de Kadjaar-dynastie.

## Opvolger
Shaykh Ahmad wees voor zijn dood in 1826 Sayyid Kazim Rashti aan als zijn opvolger.